# Neurosporaxantina
La Neurosporaxantina es un carotenoide C40H52O2 el ácido(2E,4E,6E,8E,10E,12E,14E,16E,18E,20E,22E,24E)-2,6,10,14,19,23-hexametil-25-(2,6,6-trimetil-1-ciclohexenil)pentacosa-2,4,6,8,10,12,14,16,18,20,22,24-dodecaenoico producido por el hongo ascomiceto Neurospora crassa, del cual toma su nombre. Otros ascomicetos, como Fusarium y Verticillium, también producen esta xantófila. El carotenoide toruleno es precursor. Esta xantofila monocíclica está formada por 35 átomos de carbono, y en el extremo no ciclado contiene un grupo ácido.